# Arrien-en-Bethmale
Pour les articles homonymes, voir Arrien (homonymie) et Bethmale.
Arrien-en-Bethmale est une commune française située dans le département de l'Ariège, en région Occitanie.
Localisée dans le nord-ouest du département, la commune fait partie, sur le plan historique et culturel, du Couserans, pays aux racines gasconnes structuré par le cours du Salat (affluent de la Garonne). Exposée à un climat de montagne, elle est drainée par le Balamet, le ruisseau d'Astien, le ruisseau de l'Etruc et par divers autres petits cours d'eau. Incluse dans le parc naturel régional des Pyrénées ariégeoises, la commune possède un patrimoine naturel remarquable : un site Natura 2000 (le « massif du mont Valier ») et trois zones naturelles d'intérêt écologique, faunistique et floristique.
Arrien-en-Bethmale est une commune rurale qui compte 123 habitants en 2022, après avoir connu un pic de population de 551 habitants en 1931. Elle fait partie de l'aire d'attraction de Saint-Girons. Ses habitants sont appelés les Arrienois ou Arrienoises.

## Géographie

### Localisation
La commune d'Arrien-en-Bethmale se trouve dans le département de l'Ariège, en région Occitanie.
La commune d'Arrien-en-Bethmale est située dans les Pyrénées en vallée de Bethmale dans le Castillonnais en Couserans au sud-ouest de Saint-Girons, elle fait partie de la Communauté de communes Couserans-Pyrénées et du parc naturel régional des Pyrénées ariégeoises.
Sur le plan historique et culturel, Arrien-en-Bethmale fait partie du Couserans, pays aux racines gasconnes structuré par le cours du Salat (affluent de la Garonne), que rien ne prédisposait à rejoindre les anciennes dépendances du comté de Foix.
Elle se situe à 47 km à vol d'oiseau de Foix, préfecture du département, et à 13 km de Saint-Girons, sous-préfecture.
Les communes les plus proches sont : Bordes-Uchentein (0,9 km), Bethmale (1,5 km), Castillon-en-Couserans (2,8 km), Salsein (3,1 km), Sor (3,7 km), Audressein (3,9 km), Cescau (3,9 km).

### Communes limitrophes
Les communes limitrophes sont Bethmale, Bordes-Uchentein, Castillon-en-Couserans et Moulis.
|                  | Castillon-en-Couserans | Moulis   |
| Bordes-Uchentein | Arrien-en-Bethmale     |          |
|                  |                        | Bethmale |

### Géologie et relief
La commune est située dans les Pyrénées, une chaîne montagneuse jeune, érigée durant l'ère tertiaire (il y a 40 millions d'années environ), en même temps que les Alpes. La commune est traversée par la Faille nord-pyrénéenne, qui sépare la Zone axiale pyrénéenne (ZA) ou haute chaîne primaire de la Zone nord-pyrénéenne (ZNP), au nord. Les terrains affleurants sur le territoire communal sont constitués de roches sédimentaires datant du Paléozoïque, une ère géologique qui s'étend de −541 à −252,2 Ma (millions d'années). La structure détaillée des couches affleurantes est décrite dans les feuilles « no 1073 - Aspect » et « no 1074 - Saint-Girons » de la carte géologique harmonisée au 1/50 000ème du département de l'Ariège, et leurs notices associées.
La superficie cadastrale de la commune publiée par l’Insee, qui sert de références dans toutes les statistiques, est de 14,59 km2,. La superficie géographique, issue de la BD Topo, composante du Référentiel à grande échelle produit par l'IGN, est quant à elle de 14,45 km2. Son relief est particulièrement contrasté puisque la dénivelée maximale atteint 1 487 mètres. L'altitude du territoire varie entre 598 m et 2 085 m.

### Hydrographie

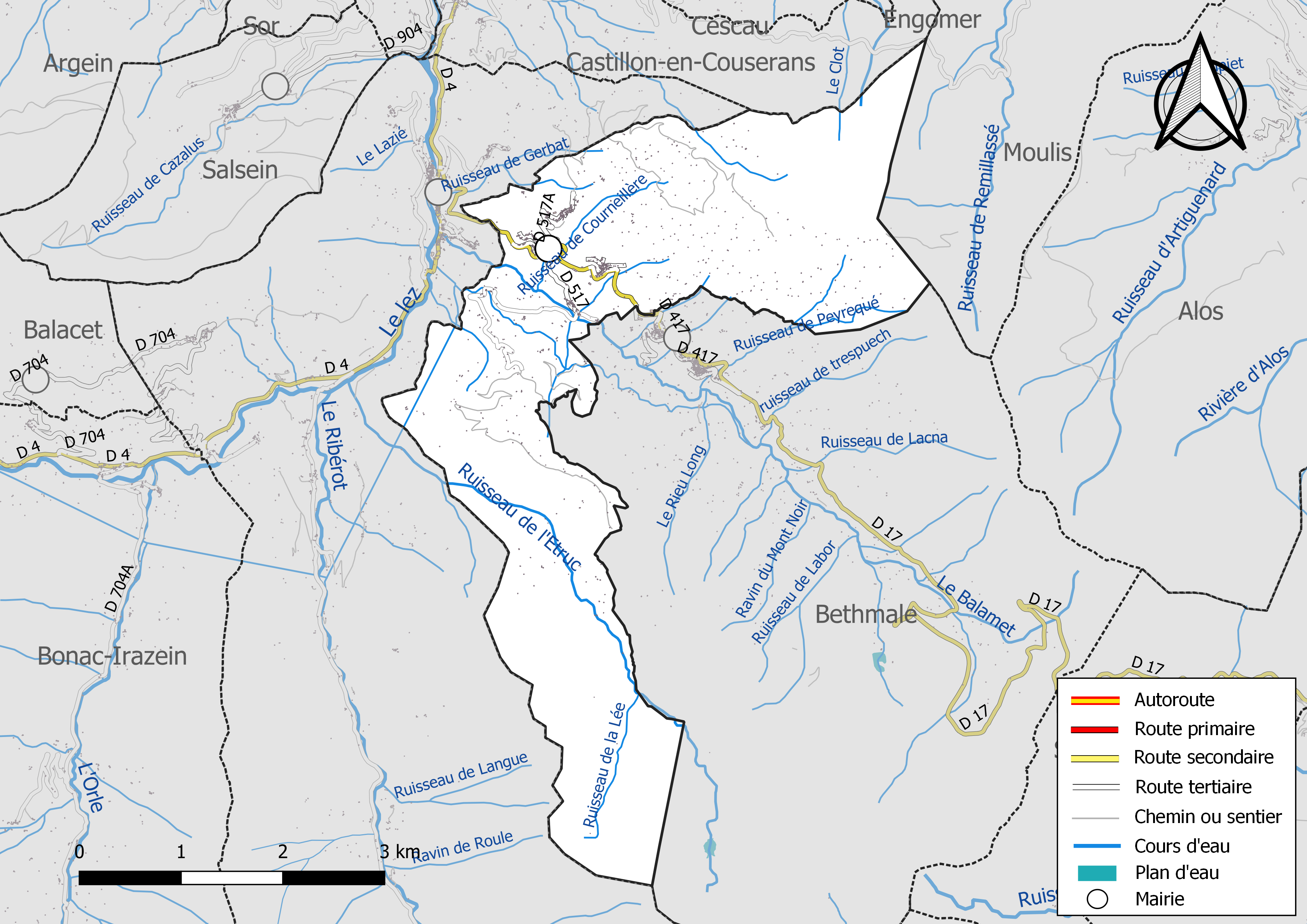
Réseaux hydrographique et routier d'Arrien-en-Bethmale.

La commune est drainée par le Balamet, le ruisseau d'Astien, le ruisseau de l'Etruc, le Clot, le ruisseau de Courneillère, le ruisseau de Gerbat, le ruisseau de la Lée, le ruisseau de Léaude, le ruisseau de Peyrequé, le ruisseau de Ribes, le ruisseau d'Escalère et par divers petits cours d'eau, constituant un réseau hydrographique de 19 km de longueur totale,.

### Climat
Pour des articles plus généraux, voir Climat de l'Occitanie et Climat de l'Ariège.
En 2010, le climat de la commune est de type climat des marges montargnardes, selon une étude s'appuyant sur une série de données couvrant la période 1971-2000. En 2020, Météo-France publie une typologie des climats de la France métropolitaine dans laquelle la commune est exposée à un climat de montagne et est dans la région climatique Pyrénées centrales, caractérisée par une pluviométrie annuelle de 1 000 à 1 200 mm.
Pour la période 1971-2000, la température annuelle moyenne est de 11,4 °C, avec une amplitude thermique annuelle de 15,1 °C. Le cumul annuel moyen de précipitations est de 1 162 mm, avec 10,2 jours de précipitations en janvier et 7,7 jours en juillet. Pour la période 1991-2020, la température moyenne annuelle observée sur la station météorologique la plus proche, située sur la commune d'Augirein à 11 km à vol d'oiseau, est de 11,7 °C et le cumul annuel moyen de précipitations est de 1 257,9 mm,. Pour l'avenir, les paramètres climatiques de la commune estimés pour 2050 selon différents scénarios d'émission de gaz à effet de serre sont consultables sur un site dédié publié par Météo-France en novembre 2022.

### Milieux naturels et biodiversité

#### Espaces protégés
La protection réglementaire est le mode d’intervention le plus fort pour préserver des espaces naturels remarquables et leur biodiversité associée,.
La commune fait partie du parc naturel régional des Pyrénées ariégeoises, créé en 2009 et d'une superficie de 245 973 ha, qui s'étend sur 138 communes du département. Ce territoire unit les plus hauts sommets aux frontières de l’Andorre et de l’Espagne (la Pique d’Estats, le Mont Valier, etc) et les plus hautes vallées des avants-monts, jusqu’aux plissements du Plantaurel.

#### Réseau Natura 2000

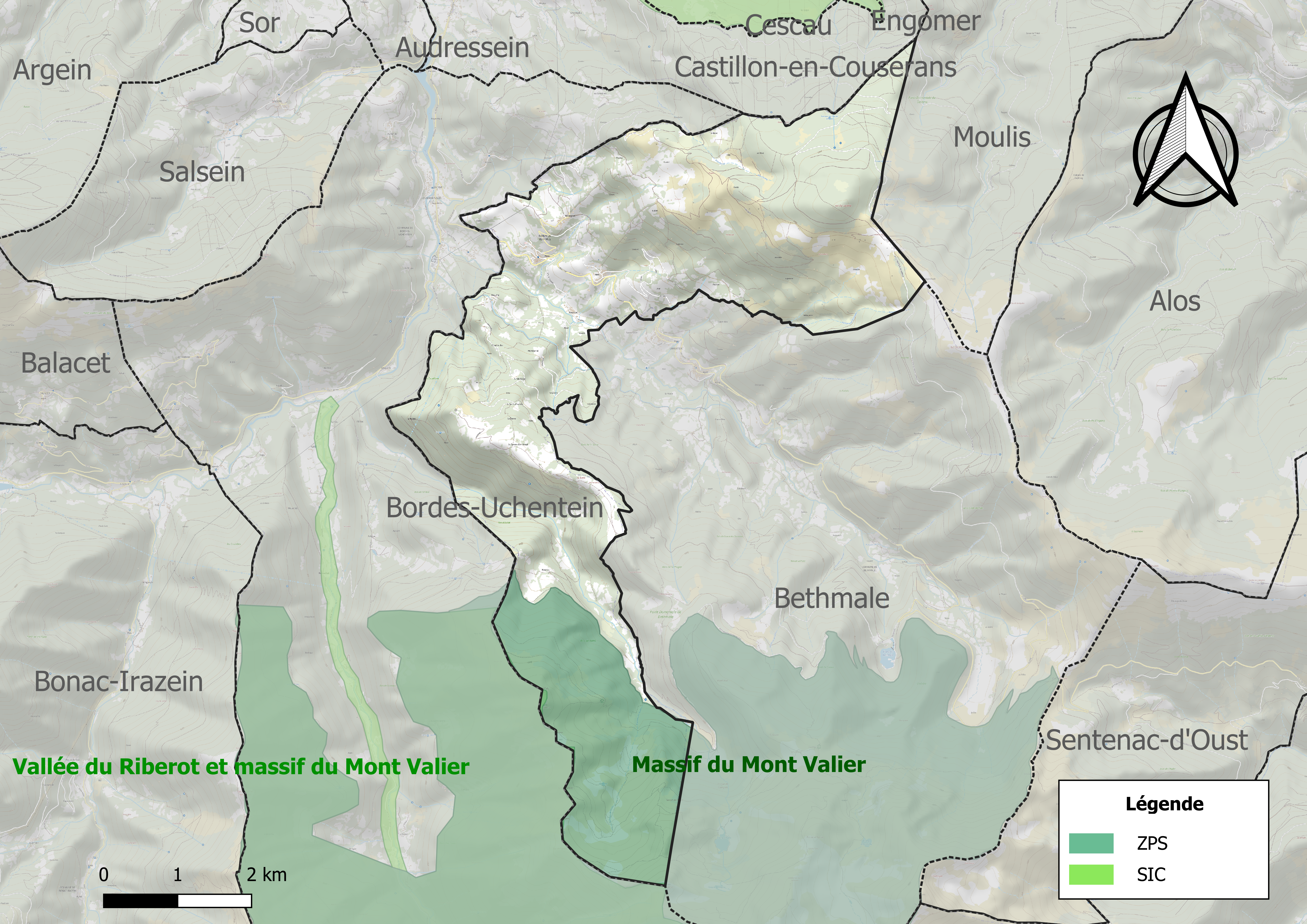
Sites Natura 2000 sur le territoire communal.

Le réseau Natura 2000 est un réseau écologique européen de sites naturels d'intérêt écologique élaboré à partir des directives habitats et oiseaux, constitué de zones spéciales de conservation (ZSC) et de zones de protection spéciale (ZPS).
Un site Natura 2000 a été défini sur la commune au titre de la directive oiseaux : le « massif du mont Valier », d'une superficie de 15 616 ha, hébergeant une avifaune de montagne diversifiée, avec, parmi les passereaux le Merle à plastron, le Tichodrome échelette et le Monticole de roche. Neuf espèces de l'annexe I sont données nicheuses dans la ZPS, parmi lesquelles : Gypaète barbu, Aigle royal, Faucon pèlerin, Grand Tétras, Lagopède alpin, Perdrix grise sous-espèce hispaniensis.

#### Zones naturelles d'intérêt écologique, faunistique et floristique
L’inventaire des zones naturelles d'intérêt écologique, faunistique et floristique (ZNIEFF) a pour objectif de réaliser une couverture des zones les plus intéressantes sur le plan écologique, essentiellement dans la perspective d’améliorer la connaissance du patrimoine naturel national et de fournir aux différents décideurs un outil d’aide à la prise en compte de l’environnement dans l’aménagement du territoire.
Une ZNIEFF de type 1 est recensée sur la commune :
le « massif du Bouireix et montagnes de Sourroque » (13 572 ha), couvrant 14 communes du département et deux ZNIEFF de type 2, :
- le « massif du Mont Valier » (0 ha), couvrant 9 communes du département[29] ;
- les « massifs du mont Valier, du Bouirex et montagnes de Sourroque » (32 357 ha), couvrant 18 communes du département[30].

Carte des ZNIEFF de type 1 et 2 à Arrien-en-Bethmale.
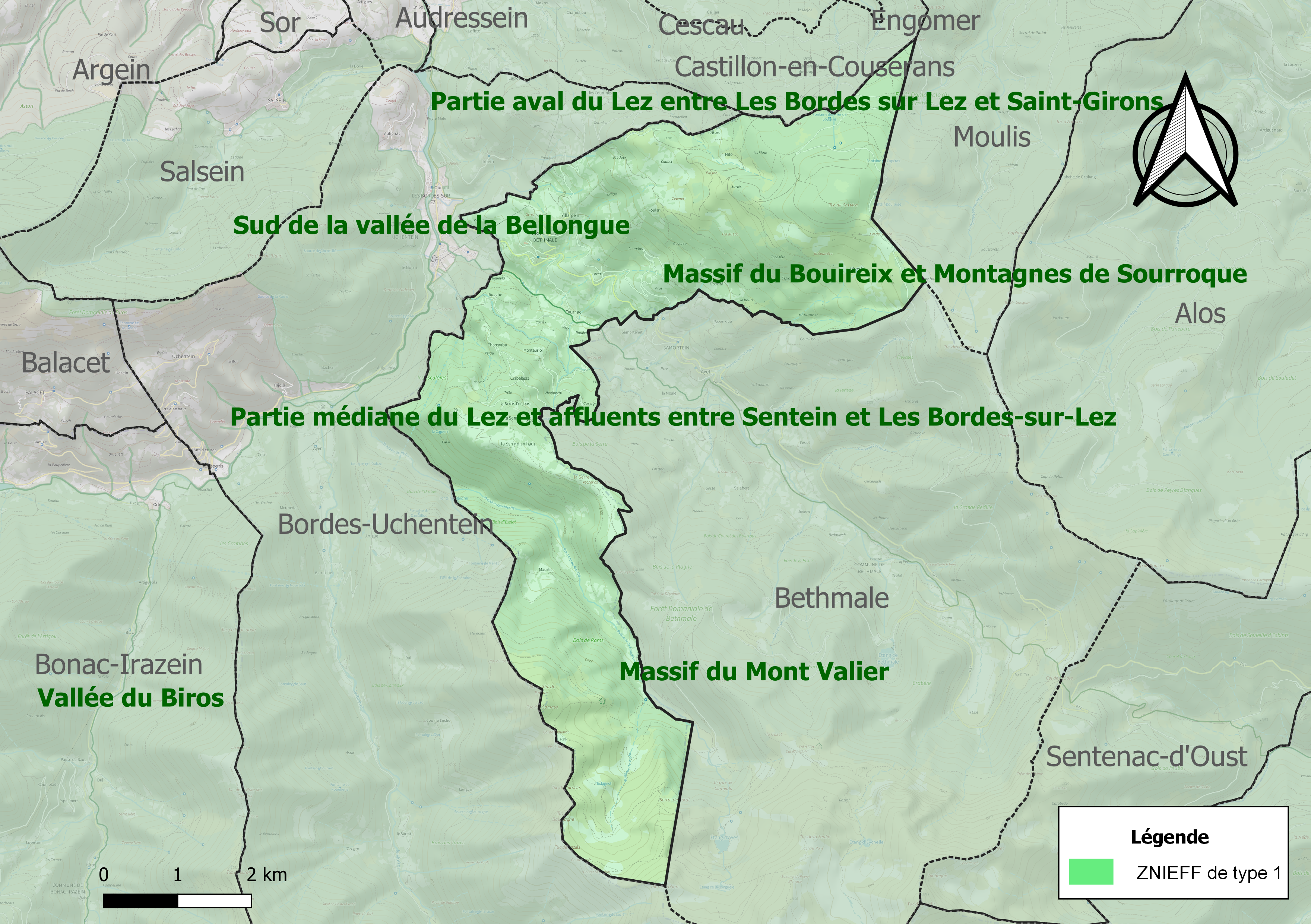
Carte de la ZNIEFF de type 1 sur la commune.
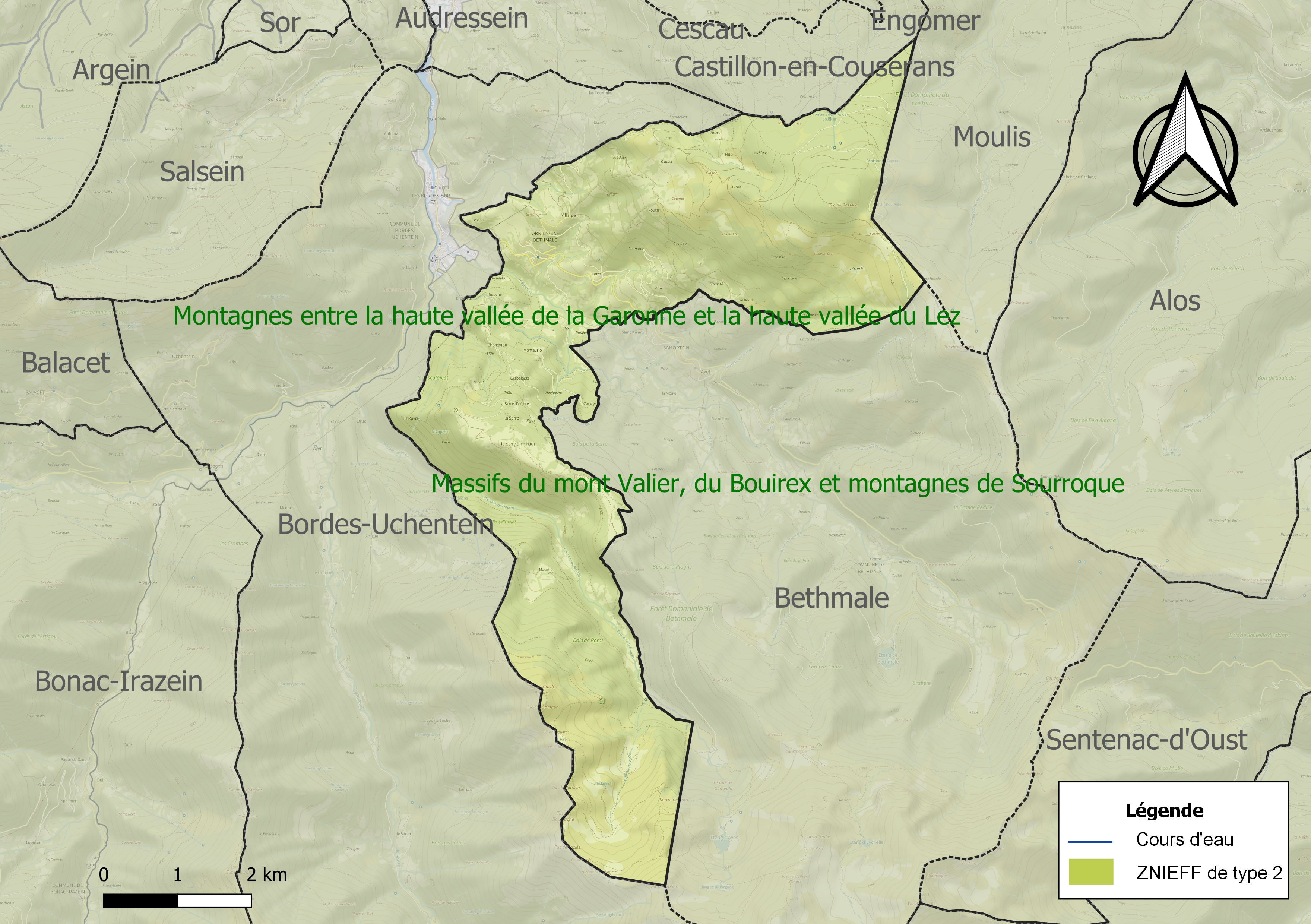
Carte des ZNIEFF de type 2 sur la commune.

## Urbanisme

### Typologie
Au 1er janvier 2024, Arrien-en-Bethmale est catégorisée commune rurale à habitat dispersé, selon la nouvelle grille communale de densité à 7 niveaux définie par l'Insee en 2022.
Elle est située hors unité urbaine. Par ailleurs la commune fait partie de l'aire d'attraction de Saint-Girons, dont elle est une commune de la couronne,. Cette aire, qui regroupe 70 communes, est catégorisée dans les aires de moins de 50 000 habitants,.

### Occupation des sols

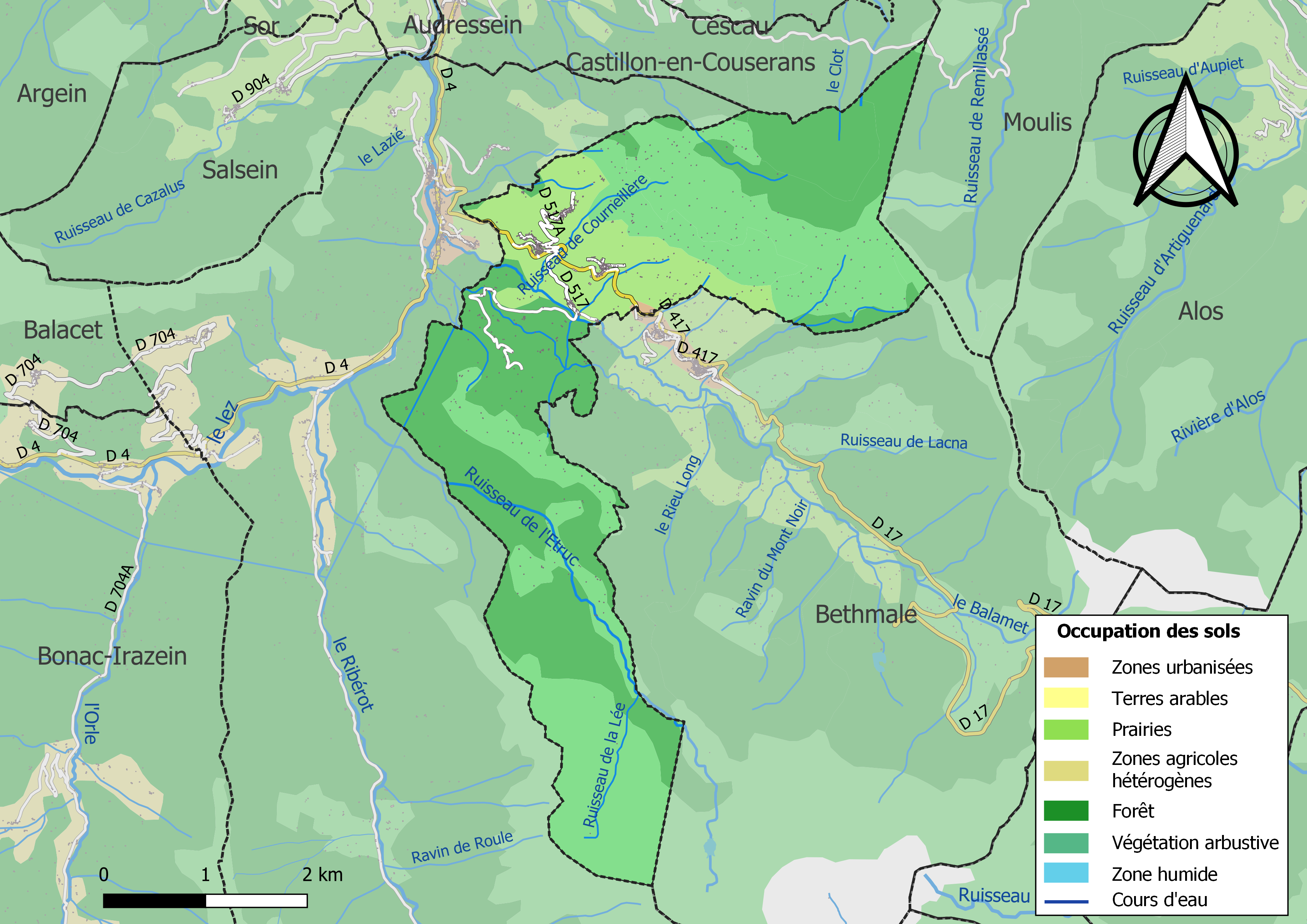
Carte des infrastructures et de l'occupation des sols de la commune en 2018 (CLC).

L'occupation des sols de la commune, telle qu'elle ressort de la base de données européenne d’occupation biophysique des sols Corine Land Cover (CLC), est marquée par l'importance des forêts et milieux semi-naturels (85,2 % en 2018), une proportion identique à celle de 1990 (85,2 %). La répartition détaillée en 2018 est la suivante :
forêts (49,3 %), milieux à végétation arbustive et/ou herbacée (35,9 %), prairies (14,7 %), zones urbanisées (0,1 %). L'évolution de l’occupation des sols de la commune et de ses infrastructures peut être observée sur les différentes représentations cartographiques du territoire : la carte de Cassini (XVIIIe siècle), la carte d'état-major (1820-1866) et les cartes ou photos aériennes de l'IGN pour la période actuelle (1950 à aujourd'hui).

### Hameaux et lieux-dits
La commune d'Arrien-en-Bethmale est composée des villages d'Aret, Arrien, Tournac et Villargein.

### Habitat et logement
En 2018, le nombre total de logements dans la commune était de 204, alors qu'il était de 206 en 2013 et de 195 en 2008.
Parmi ces logements, 30,9 % étaient des résidences principales, 64,7 % des résidences secondaires et 4,4 % des logements vacants. Ces logements étaient pour 96,1 % d'entre eux des maisons individuelles et pour 3,9 % des appartements.
Le tableau ci-dessous présente la typologie des logements à Arrien-en-Bethmale en 2018 en comparaison avec celle de l'Ariège et de la France entière. Une caractéristique marquante du parc de logements est ainsi une proportion de résidences secondaires et logements occasionnels (64,7 %) supérieure à celle du département (24,6 %) et à celle de la France entière (9,7 %). Concernant le statut d'occupation de ces logements, 77,8 % des habitants de la commune sont propriétaires de leur logement (73,3 % en 2013), contre 66,3 % pour l'Ariège et 57,5 % pour la France entière.
| Typologie                                               | Arrien-en-Bethmale | Ariège | France entière |
| ------------------------------------------------------- | ------------------ | ------ | -------------- |
| Résidences principales (en %)                           | 30,9               | 65,7   | 82,1           |
| Résidences secondaires et logements occasionnels (en %) | 64,7               | 24,6   | 9,7            |
| Logements vacants (en %)                                | 4,4                | 9,7    | 8,2            |

### Risques majeurs
Le territoire de la commune d'Arrien-en-Bethmale est vulnérable à différents aléas naturels : inondations, climatiques (grand froid ou canicule), feux de forêts, mouvements de terrains, avalanche  et séisme (sismicité modérée). Il est également exposé à un risque particulier, le risque radon,.

#### Risques naturels

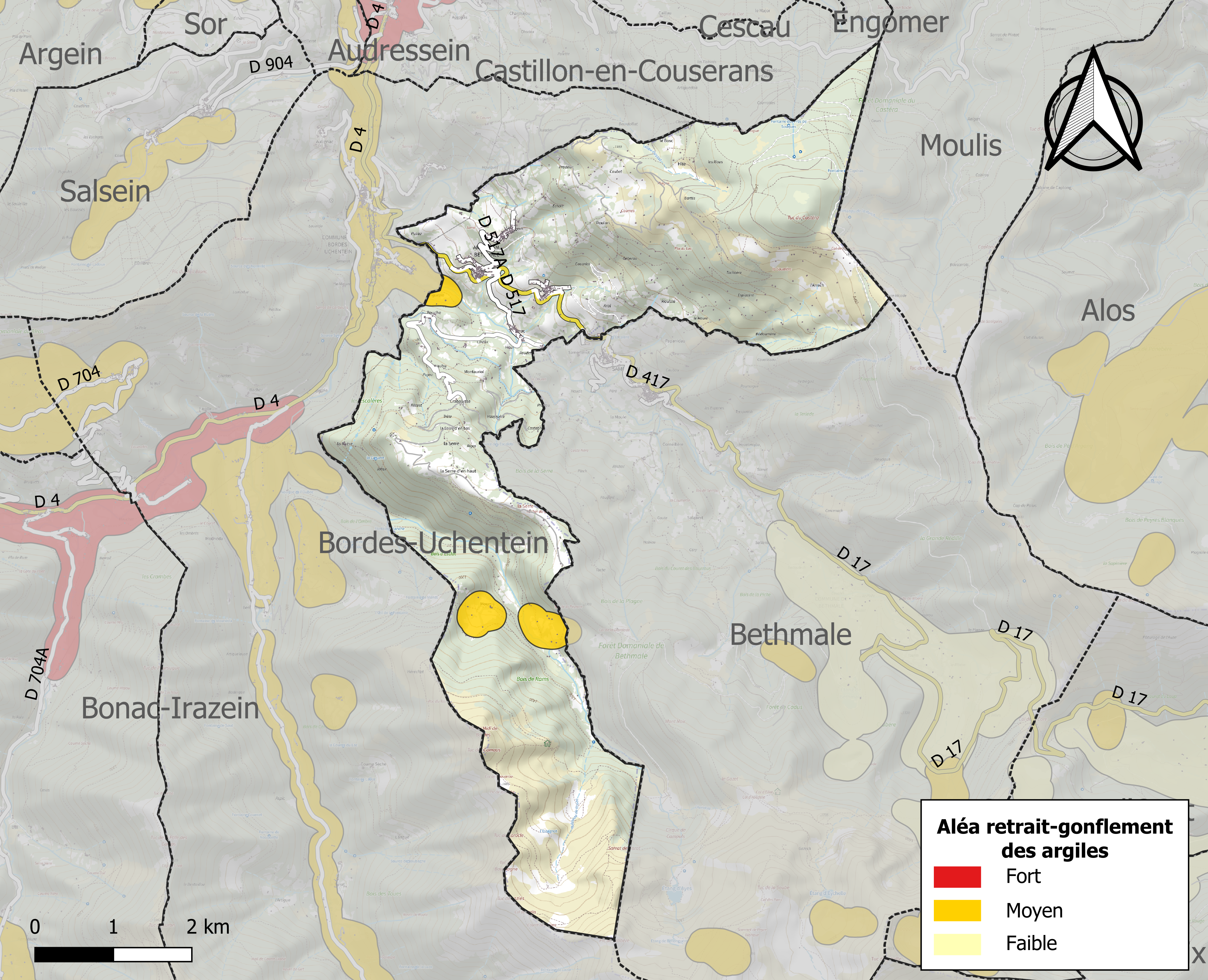
Zonage de l'aléa retrait-gonflement des argiles sur la commune d'Arrien-en-Bethmale.

Certaines parties du territoire communal sont susceptibles d’être affectées par le risque d’inondation par crue torrentielle d'un cours d'eau, ou ruissellement d'un versant.
Les mouvements de terrains susceptibles de se produire sur la commune sont soit des chutes de blocs, soit des glissements de terrains, soit des mouvements liés au retrait-gonflement des argiles. Près de 50 % de la superficie du département est concernée par l'aléa retrait-gonflement des argiles, dont la commune d'Arrien-en-Bethmale. L'inventaire national des cavités souterraines permet par ailleurs de localiser celles situées sur la commune.

#### Risque particulier
Dans plusieurs parties du territoire national, le radon, accumulé dans certains logements ou autres locaux, peut constituer une source significative d’exposition de la population aux rayonnements ionisants. Toutes les communes du département sont concernées par le risque radon à un niveau plus ou moins élevé. Selon la classification de 2018, la commune d'Arrien-en-Bethmale est classée en zone 3, à savoir zone à potentiel radon significatif.

## Histoire

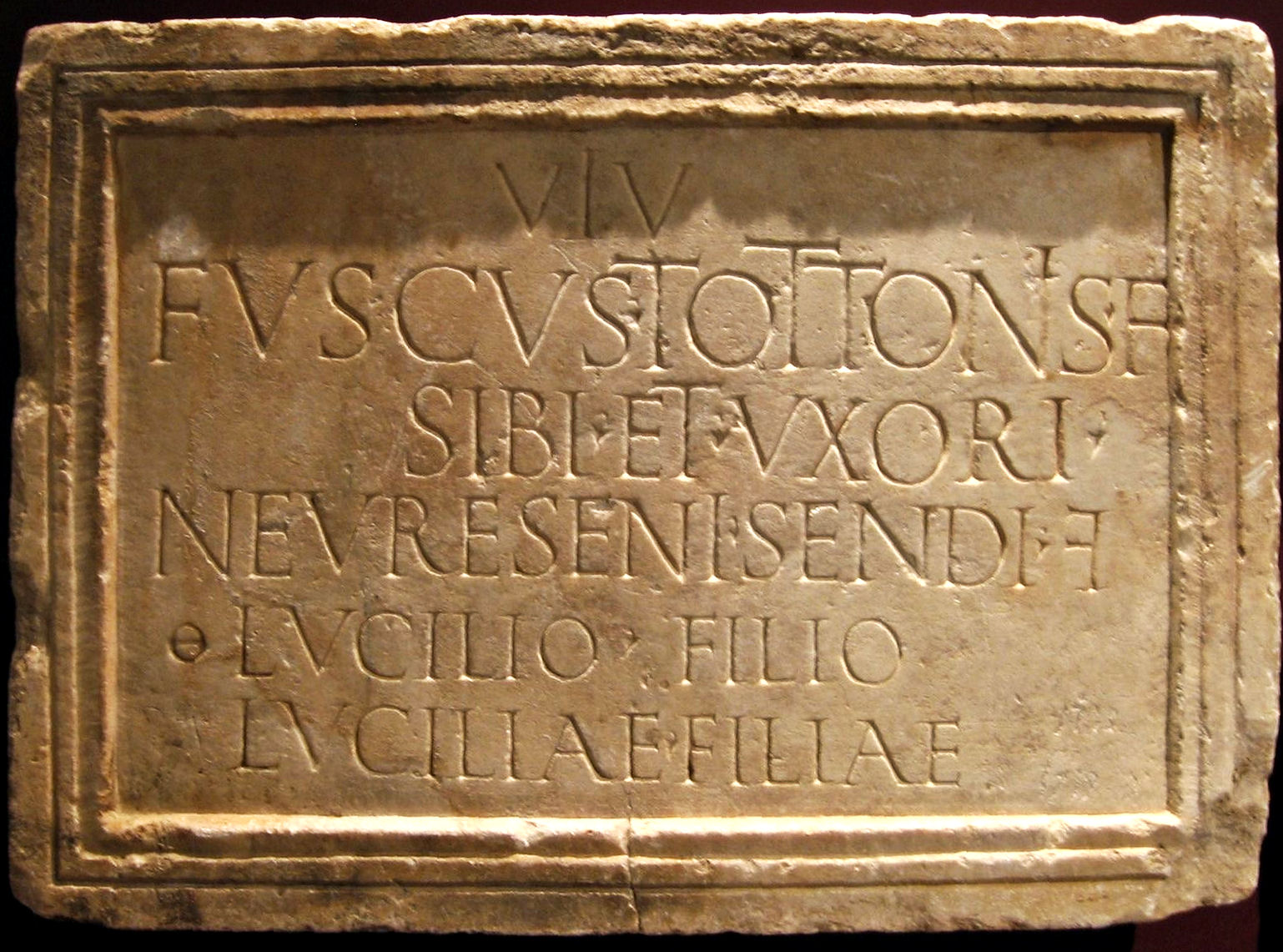
Musée Saint-Raymond - Toulouse

Cette commune s'est créée le 18 février 1931, en se séparant de la commune de Bethmale actuelle.
Arrien-en-Bethmale possède une histoire fort ancienne, comme le prouve la découverte d'une inscription funéraire datant probablement du Ier siècle.

## Politique et administration

### Découpage territorial
La commune d'Arrien-en-Bethmale est membre de la communauté de communes Couserans-Pyrénées, un établissement public de coopération intercommunale (EPCI) à fiscalité propre créé le 18 novembre 2016 dont le siège est à Saint-Lizier. Ce dernier est par ailleurs membre d'autres groupements intercommunaux.
Sur le plan administratif, elle est rattachée à l'arrondissement de Saint-Girons, au département de l'Ariège, en tant que circonscription administrative de l'État, et à la région Occitanie.
Sur le plan électoral, elle dépend du canton du Couserans Ouest pour l'élection des conseillers départementaux, depuis le redécoupage cantonal de 2014 entré en vigueur en 2015, et de la première circonscription de l'Ariège  pour les élections législatives, depuis le redécoupage électoral de 1986.

### Liste des maires
| Période                                  | Période  | Identité           | Étiquette | Qualité                                   |
| ---------------------------------------- | -------- | ------------------ | --------- | ----------------------------------------- |
| avant 1981                               | ?        | Roger Pons         | DVG       |                                           |
| mars 2001                                | 2008     | Robert Soubie      |           |                                           |
| mars 2008                                | mai 2020 | Gérard Pons        |           | Agriculteur exploitant                    |
| mai 2020                                 | En cours | Jean-Pierre Gaston |           | Ingénieur ou Cadre technique d'entreprise |
| Les données manquantes sont à compléter. |          |                    |           |                                           |

## Démographie
L'évolution du nombre d'habitants est connue à travers les recensements de la population effectués dans la commune depuis 1931. Pour les communes de moins de 10 000 habitants, une enquête de recensement portant sur toute la population est réalisée tous les cinq ans, les populations de référence des années intermédiaires étant quant à elles estimées par interpolation ou extrapolation. Pour la commune, le premier recensement exhaustif entrant dans le cadre du nouveau dispositif a été réalisé en 2008.

En 2022, la commune comptait 123 habitants, en évolution de +10,81 % par rapport à 2016 (Ariège : +1,48 %, France hors Mayotte : +2,11 %).
| 1931 | 1936 | 1946 | 1954 | 1962 | 1968 | 1975 | 1982 | 1990 |
| ---- | ---- | ---- | ---- | ---- | ---- | ---- | ---- | ---- |
| 551  | 430  | 358  | 273  | 242  | 186  | 143  | 89   | 89   |

| 1999 | 2006 | 2008 | 2013 | 2018 | 2022 | - | - | - |
| ---- | ---- | ---- | ---- | ---- | ---- | - | - | - |
| 110  | 103  | 101  | 108  | 111  | 123  | - | - | - |

## Économie

### Emploi
| Division       | 2008  | 2013   | 2018   |
| -------------- | ----- | ------ | ------ |
| Commune        | 9,3 % | 7 %    | 9,4 %  |
| Département    | 8,9 % | 11,1 % | 11,2 % |
| France entière | 8,3 % | 10 %   | 10 %   |

En 2018, la population âgée de 15 à 64 ans s'élève à 64 personnes, parmi lesquelles on compte 73,4 % d'actifs (64,1 % ayant un emploi et 9,4 % de chômeurs) et 26,6 % d'inactifs,. En 2018, le taux de chômage communal (au sens du recensement) des 15-64 ans est inférieur à celui de la France et du département, alors qu'en 2008 la situation était inverse.
La commune fait partie de la couronne de l'aire d'attraction de Saint-Girons, du fait qu'au moins 15 % des actifs travaillent dans le pôle,. Elle compte 17 emplois en 2018, contre 12 en 2013 et 13 en 2008. Le nombre d'actifs ayant un emploi résidant dans la commune est de 41, soit un indicateur de concentration d'emploi de 40,9 % et un taux d'activité parmi les 15 ans ou plus de 47,1 %.
Sur ces 41 actifs de 15 ans ou plus ayant un emploi, 13 travaillent dans la commune, soit 32 % des habitants. Pour se rendre au travail, 80,5 % des habitants utilisent un véhicule personnel ou de fonction à quatre roues, 9,7 % s'y rendent en deux-roues, à vélo ou à pied et 9,8 % n'ont pas besoin de transport (travail au domicile).

### Activités hors agriculture
11 établissements sont implantés à Arrien-en-Bethmale au 31 décembre 2019.
Le secteur de la construction est prépondérant sur la commune puisqu'il représente 45,5 % du nombre total d'établissements de la commune (5 sur les 11 entreprises implantées à Arrien-en-Bethmale), contre 14,2 % au niveau départemental.
- Restaurant réputé « L'auberge de la Core » à Arrien.
- Pascal Jusot, sabotier de bois[49] à Aret depuis 1984, le dernier en Occitanie et le seul capable de produire les emblématiques sabots de Bethmale dont la forme est préparée en forêt sur l'arbre.

### Agriculture
|                                   | 1988 | 2000 | 2010 |
| --------------------------------- | ---- | ---- | ---- |
| Exploitations                     | 7    | 2    | 2    |
| Superficie agricole utilisée (ha) | 181  | 148  | 240  |

La commune fait partie de la petite région agricole dénommée « Région pyrénéenne ». En 2010, l'orientation technico-économique de l'agriculture  sur la commune est l'élevage d'herbivores hors bovins, caprins et porcins. Deux exploitations agricoles ayant leur siège dans la commune sont dénombrées lors du recensement agricole de 2010 (sept en 1988). La superficie agricole utilisée est de 240 ha.

## Culture locale et patrimoine

### Lieux et monuments
Le château de Bramevaque, dont il ne subsiste que des vestiges et une légende, fut décrit par l'abbé David Cau-Durban (1844-1908), curé de Bordes-sur-Lez et archéologue-historien, dans un texte de 1887 sur « La Vallée de Bethmale ».
- Église Saint-Michel. L'église est dédiée à saint Michel.
- Un lavoir.

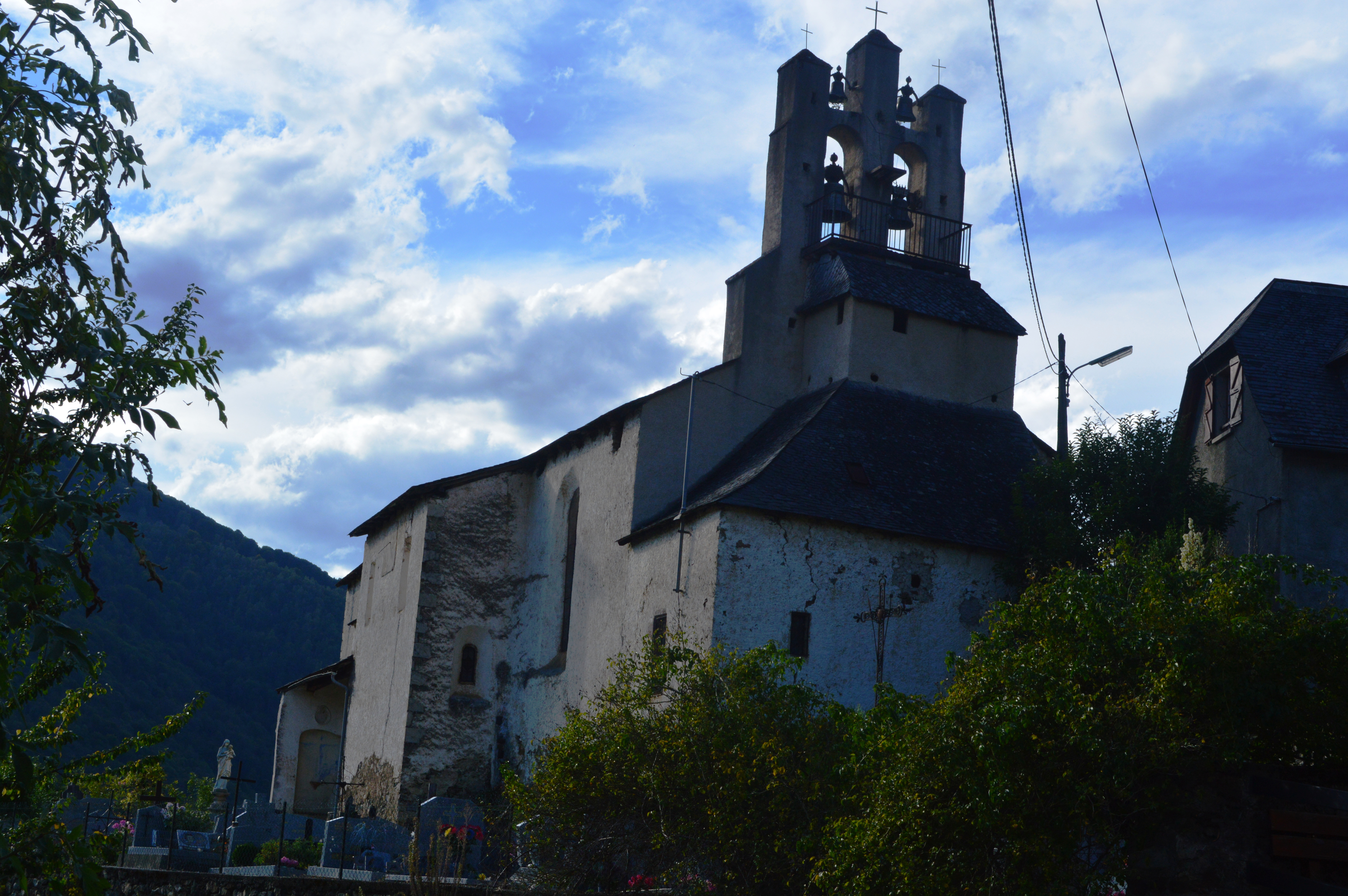
L'église Saint-Michel.
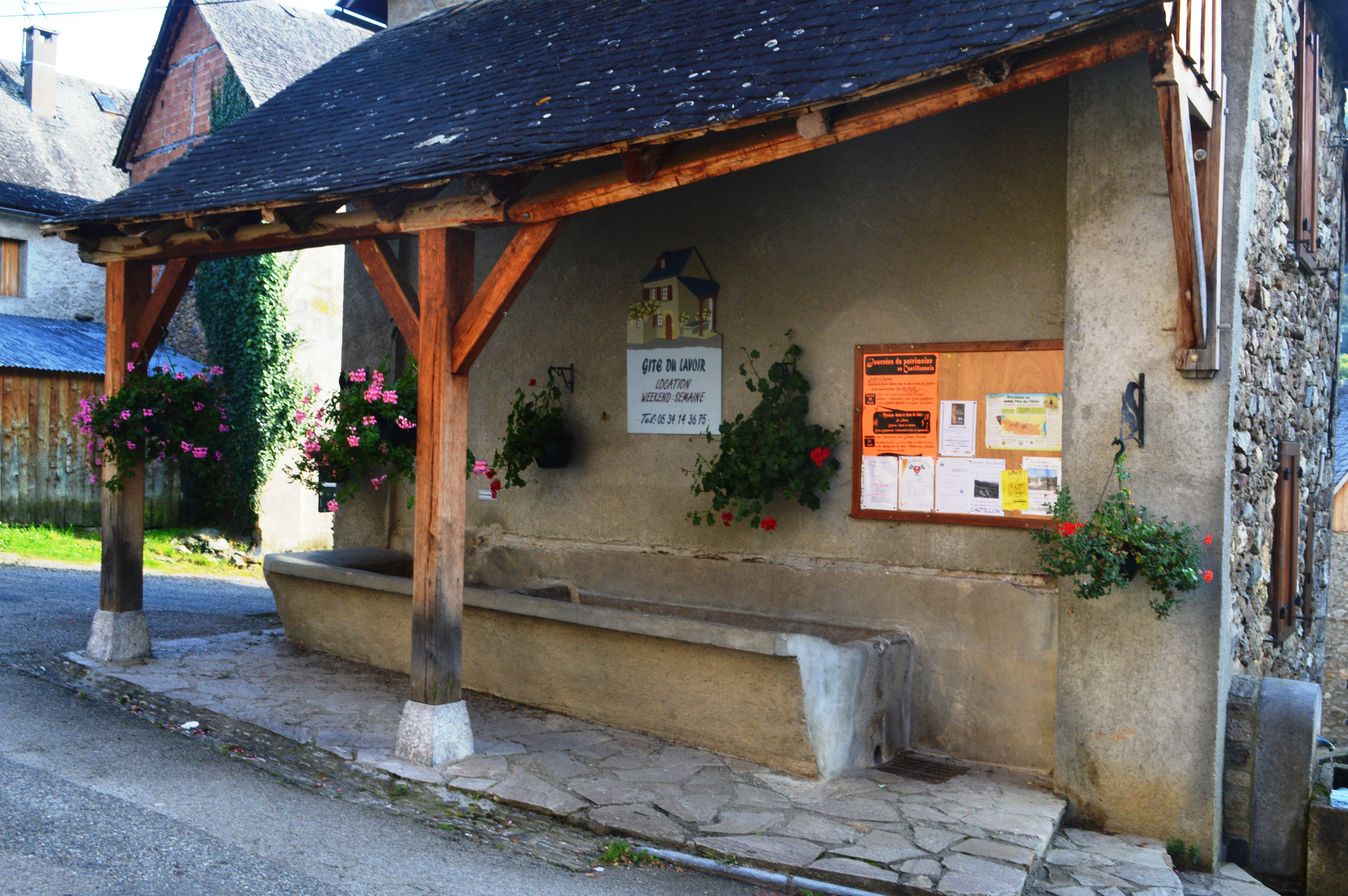
Un lavoir.
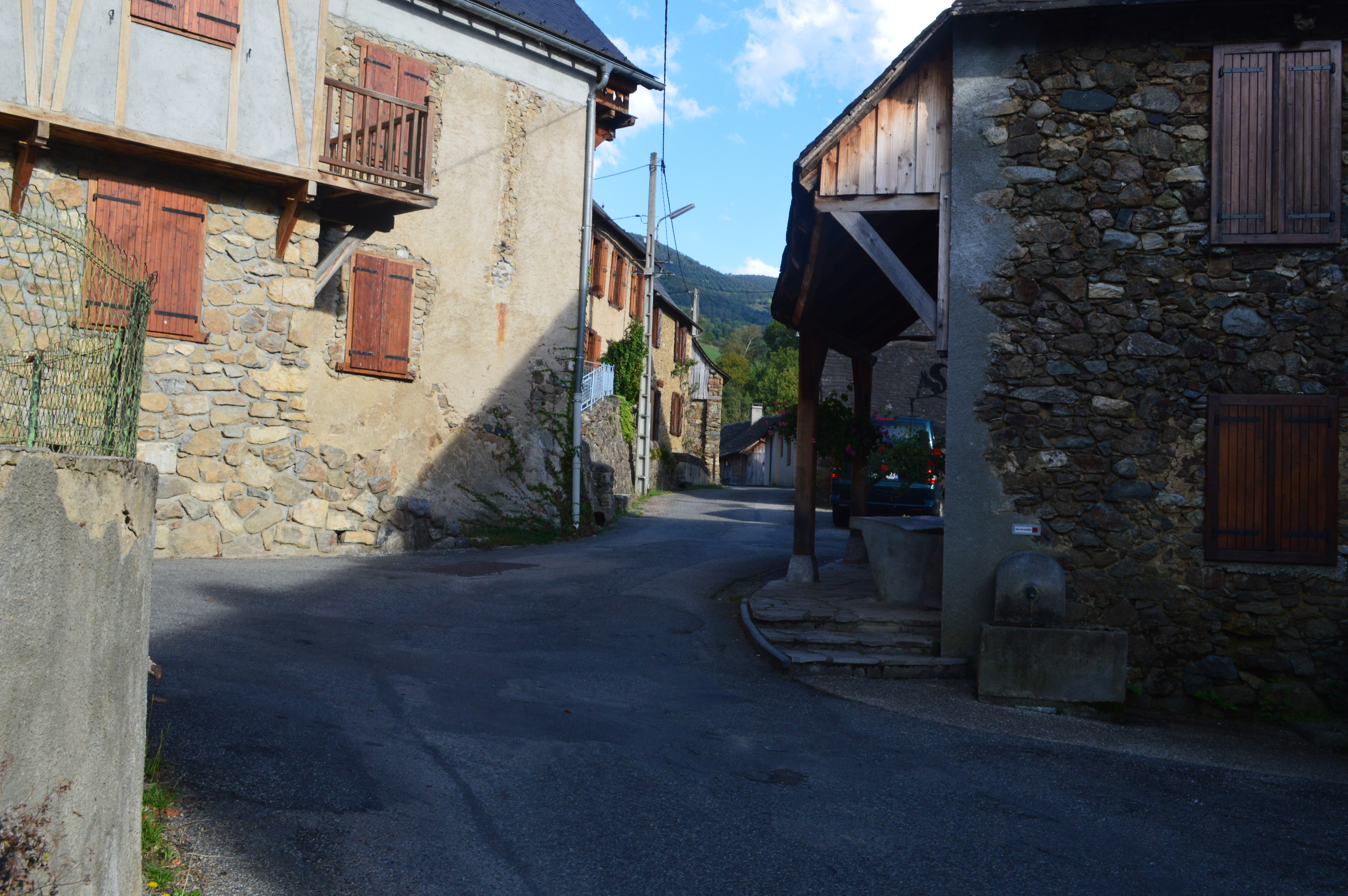
Une rue du village.

### Personnalités liées à la commune
- Sylviane Selma, sculptures[54].

## Pour approfondir